# HTC One series
HTC One (còn gọi là HTC One series) là một dòng điện thoại thông minh chạy hệ điều hành Android và Windows Phone được HTC thiết kế và phát triển. Tất cả các sản phẩm của dòng One đều có màn hình cảm ứng, và khi đầu chạy hệ điều hành di động Android  (Android 4.0 Ice Cream Sandwich hoặc các phiên bản Android kế tiếp) với giao diện người dùng đồ họa HTC Sense. Từ năm 2010 đến 2013, tất cả các sản phẩm của HTC, bắt đầu từ HTC Sensation XE đến HTC One Mini đều được trang bị bộ cân bằng âm thanh Beats Audio. Các thiết bị HTC sau này, kể từ HTC One Max, không còn được xuất xưởng với Beats Audio sau vụ mua lại cổ phần của HTC ở Beats Electronics.

## Sản phẩm năm 2016
Htc one X10

## So sánh
This table is primarily intended to show the differences between the models of the One series:
| Kích thước                      | H 120,30 mm (4,74 in) W 59,70 mm (2,35 in) D 9,24 mm (0,36 in)                           | H 128 mm (5,04 in) W 66,9 mm (2,63 in) D 9,2 mm (0,36 in)                                                                  | H 130,9 mm (5,15 in) W 65,0 mm (2,56 in) D 7,8 mm (0,31 in) { D 8,9 mm (0,35 in) for bump area}                      | H 130,9 mm (5,15 in) W 65,0 mm (2,56 in) D 7,8 mm (0,31 in) { D 8,9 mm (0,35 in) for bump area}                      | H 134,36 mm (5,29 in) W 69,9 mm (2,75 in) D 8,9 mm (0,35 in)                                                                            | H 134,8 mm (5,31 in) W 69,9 mm (2,75 in) D 8,9 mm (0,35 in)                                                                             | H 134,8 mm (5,31 in) W 69,9 mm (2,75 in) D 8,9 mm (0,35 in)                                                                             | H 134,4 mm (5,29 in) W 69,9 mm (2,75 in) D 8,9 mm (0,35 in)                                                                             | H 137,4 mm (5,41 in) W 68,2 mm (2,69 in) D (max) 9,3 mm (0,37 in) D (min) 4 mm (0,16 in) | H 132 mm (5,20 in) W 63,2 mm (2,49 in) D 9,3 mm (0,37 in) | 164,5 mm (6,48 in) H 82,5 mm (3,25 in) W 10,3 mm (0,41 in) D | H 146,4 mm (5,76 in) W 70,6 mm (2,78 in) D 9,4 mm (0,37 in) 7 | H 137,4 mm (5,41 in) W 65 mm (2,56 in) D 10,6 mm (0,42 in)                                                                              |                       |                       |                       |                       |                       |                       |                       |                       |
| Nặng                            | 115 grams with battery                                                                   | 122 grams with battery | 119.5 grams with battery                                                                                             | 119.5 grams with battery                                                                                             | 130 grams with battery | 130 grams with battery | 130 grams with battery | 135 grams with battery | 143 grams with battery | 122 grams with battery | 217 grams with battery | 160 grams with battery | 137 grams with battery |                       |                       |                       |                       |                       |                       |                       |                       |
| Hệ điều hành                    | Android 4.0 (Ice Cream Sandwich)                                                         | Android 4.0 (Ice Cream Sandwich), Android 4.1.1 (Jelly Bean), Upgradeable to Android 4.2.2 (Jelly Bean)                    | Android 4.0 (Ice Cream Sandwich), Upgradeable to Android 4.1.1 (Jelly Bean)                                          | Android 4.0 (Ice Cream Sandwich), Upgradeable to Android 4.1.1 (Jelly Bean)                                          | Android 4.0 (Ice Cream Sandwich), Android 4.1.1 (Jelly Bean), Upgradeable to Android 4.2.2 (Jelly Bean)                                 | Android 4.0 (Ice Cream Sandwich), Android 4.1.1 (Jelly Bean), Upgradeable to Android 4.2.2 (Jelly Bean)                                 | Android 4.0 (Ice Cream Sandwich), Android 4.1.1 (Jelly Bean), Upgradeable to Android 4.2.2 (Jelly Bean)                                 | Android 4.0 (Ice Cream Sandwich), Android 4.1.1 (Jelly Bean), Upgradeable to Android 4.2.2 (Jelly Bean)                                 | Android 4.1.2 (Jelly Bean), Android 4.2.2 (Jelly Bean), Android 4.3 (Jelly Bean), Upgradeable to Android 5.0 Lollipop | Android 4.2.2 (Jelly Bean), Android 4.3 (Jelly Bean), Upgradeable to Android 4.4.2 (KitKat) | Android 4.3 (Jelly Bean), Upgradeable to Android 4.4.2 (KitKat) | Android 4.4.2 (KitKat), Planned upgrade to Android 5.0 Lollipop Windows Phone 8.1 Update 1 | Android 4.4.2 (KitKat) |                       |                       |                       |                       |                       |                       |                       |                       |
| Phiên bản HTC Sense             | 4.0 (Android 4.0)                                                                        | 4.0 (Android 4.0), 4+ (Android 4.1.1), 5.0 (Android 4.2.2)                                                                 | 4.0 (Android 4.0), 4+ (Android 4.1.1)                                                                                | 4.0 (Android 4.0), 4+ (Android 4.1.1)                                                                                | 4.0 (Android 4.0), 4+ (Android 4.1.1), 5.0 (Android 4.2.2)                                                                              | 4.0 (Android 4.0), 4+ (Android 4.1.1), 5.0 (Android 4.2.2)                                                                              | 4.0 (Android 4.0), 4+ (Android 4.1.1), 5.0 (Android 4.2.2)                                                                              | 4.0 (Android 4.0), 4+ (Android 4.1.1), 5.0 (Android 4.2.2)                                                                              | 5.0 (Android 4.1.2 & Android 4.2.2), 5.5 (Android 4.3 & Android 4.4.2) | 5.0 (Android 4.2.2), 5.5 (Android 4.3 & Android 4.4.2) | 5.5 (Android 4.3 & Android 4.4.2) | 6.0 (Android 4.4.2) N/A (Windows Phone 8.1 Update 1) | 6.0 (Android 4.4.2) |                       |                       |                       |                       |                       |                       |                       |                       |
| Màn hình                        | 3.7-inch WVGA (480x800) LCD                                                              | 4.3-inch WVGA (480x800) Super LCD 2 with RGB matrix. Corning Gorilla Glass 2.0 217 ppi                                     | 4.3-inch qHD (540x960) Super AMOLED with RGBG-matrix (PenTile)                                                       | 4.3-inch qHD (540x960) Super AMOLED with RGBG-matrix (PenTile)                                                       | 4.7-inch 720p (720x1280) LCD IPS panel with RGB-matrix                                                                                  | 4.7-inch 720p (720x1280) LCD IPS panel with RGB-matrix                                                                                  | 4.7-inch 720p (720x1280) LCD IPS panel with RGB-matrix                                                                                  | 4.7-inch 720p (720x1280) Super LCD 2. Corning Gorilla Glass 2.0 312 ppi                                                                 | 4.7-inch 1080p (1080x1920) Super LCD 3 with RGB matrix. Corning Gorilla Glass 2.0 468 ppi | 4.3-inch 720p (720x1280) Super LCD 2 with RGB matrix. Corning Gorilla Glass 3.0 341 ppi | 5.9-inch 1080p (1080x1920) Super LCD 3 with RGB matrix. Corning Gorilla Glass 3.0 367 ppi | 5.0-inch 1080p (1080x1920) Super LCD 3 with RGB matrix. Corning Gorilla Glass 3.0 441 ppi | 4.5-inch 720p (720x1280) Super LCD 2 with RGB matrix. Corning Gorilla Glass 3.0 326 ppi                                                 |                       |                       |                       |                       |                       |                       |                       |                       |
| Hệ thống trên một vi mạch (SoC) | Qualcomm Snapdragon S2 MSM8255                                                           | Qualcomm Snapdragon S4 MSM8930                                                                                             | Qualcomm Snapdragon S4 MSM8260A                                                                                      | Qualcomm Snapdragon S3 MSM8260                                                                                       | Nvidia Tegra 3 | Qualcomm Snapdragon S4 MSM8960 | Qualcomm Snapdragon S4 MSM8960 | Nvidia Tegra 3 (AP37) | Qualcomm Snapdragon 600 APQ8064 | Qualcomm Snapdragon 400 MSM8930AA | Qualcomm Snapdragon 600 APQ8064 | Qualcomm Snapdragon 801 MSM8974-AB (International)/MSM8974-AC (Asia) | Qualcomm Snapdragon 400 MSM8926 |                       |                       |                       |                       |                       |                       |                       |                       |
| CPU                             | 1 GHz single-core Qualcomm Scorpion                                                      | 1.2 GHz dual core Qualcomm Krait                                                                                           | 1.5 GHz dual-core Qualcomm Krait                                                                                     | 1.7 GHz dual-core Qualcomm Scorpion (Modified performance up to Snapdragon S4)                                       | 1.5 GHz quad-core ARM Cortex-A9 | 1.5 GHz dual-core Qualcomm Krait | 1.5 GHz dual-core Qualcomm Krait | 1.7 GHz quad-core ARM Cortex-A9 | 1.7 GHz quad-core Qualcomm Krait 300 | 1.4 GHz dual-core Qualcomm Krait 300 | 1.7 GHz quad-core Qualcomm Krait 300 | 2.3 GHz (International)/ 2.5 GHz (Asia) quad-core Qualcomm Krait 400 | 1.2 GHz quad-core ARM Cortex-A7 |                       |                       |                       |                       |                       |                       |                       |                       |
| GPU                             | Qualcomm Adreno 205                                                                      | Qualcomm Adreno 305 | Qualcomm Adreno 225 (400 MHz)                                                                                        | Qualcomm Adreno 220 (266 MHz)                                                                                        | Nvidia ULP GeForce (520 MHz) | Qualcomm Adreno 225 | Qualcomm Adreno 225 | Nvidia ULP GeForce 2 (12-Core GPU) | Qualcomm Adreno 320 | Qualcomm Adreno 305 | Qualcomm Adreno 320 | Qualcomm Adreno 330 | Qualcomm Adreno 305 |                       |                       |                       |                       |                       |                       |                       |                       |
| RAM                             | 512 MB                                                                                   | 1 GB | 1 GB | 1 GB | 1 GB | 1 GB | 1 GB | 1 GB | 2GB DDR2 | 1 GB | 2GB DDR2 | 2GB DDR2 | 1 GB |                       |                       |                       |                       |                       |                       |                       |                       |
| Lưu trữ                         | 4 GB Expansion slot: microSD memory card (SD 2.0 compatible)                             | 8 GB Expansion slot: microSD memory card up to 32 GB                                                                       | 16 GB | 16 GB | 16 or 32 GB | 16 GB | 16 or 32 GB | 32 or 64 GB | 32 or 64 GB | 16 GB | 32 GB Expansion slot: microSD memory card up to 64 GB (SD 2.0 compatible) | 16 or 32 GB Expansion slot: microSD memory card up to 128 GB | 16 GB Expansion slot: microSD memory card up to 128 GB                                                                                  |                       |                       |                       |                       |                       |                       |                       |                       |
| 2G GSM/GPRS/EDGE                | 850/900/1800/1900 MHz                                                                    | 850/900/1800/1900 MHz | 850/900/1800/1900 MHz                                                                                                | 850/900/1800/1900 MHz                                                                                                | 850/900/1800/1900 MHz | 850/900/1800/1900 MHz | 850/900/1800/1900 MHz | 850/900/1800/1900 MHz | 850/900/1800/1900 MHz | 850/900/1800/1900 MHz | 850/900/1800/1900 MHz | 850/900/1800/1900 MHz | 850/900/1800/1900 MHz |                       |                       |                       |                       |                       |                       |                       |                       |
| 3G WCDMA/HSPA                   | 850/900/1900/2100 MHz                                                                    | 850/900/1900/2100 MHz | 850/900/1900/2100 MHz                                                                                                | 850/900/1900/2100 MHz                                                                                                | 850/900/1900/2100 MHz | 850/900/1900/2100 MHz | 850/900/1900/2100 MHz | 850/900/1900/2100 MHz | 850/900/1900/2100 MHz | 850/900/1900/2100 MHz | 850/900/2100 MHz (adds 1700 MHz in US) | 850/900/1900/2100 MHz | 850/900/1900/2100 MHz | 850/900/1900/2100 MHz | 850/900/1900/2100 MHz | 850/900/1900/2100 MHz | 850/900/1900/2100 MHz | 850/900/1900/2100 MHz | 850/900/1900/2100 MHz | 850/900/1900/2100 MHz | 850/900/1900/2100 MHz |
| 4G LTE                          | Không                                                                                    | Yes | Không | Không | Không | 700/1700/2100 MHz | 1800/2600 MHz | Category 3 (North America Only) | Yes (except 801e) | Yes (except 601e) | 700 Class 13/800/850/900/1800/1900/2100/2600 MHz | Yes | Yes |                       |                       |                       |                       |                       |                       |                       |                       |
| Cảm biến                        | Proximity, Ambient Light and Accelerometer                                               | Proximity, Ambient Light, Accelerometer, Gyro and Digital compass                                                          | Proximity, Ambient Light, Accelerometer, Gyro and Digital compass                                                    | Proximity, Ambient Light, Accelerometer, Gyro and Digital compass                                                    | Proximity, Ambient Light, Accelerometer, Gyro and Digital compass                                                                       | Proximity, Ambient Light, Accelerometer, Gyro and Digital compass                                                                       | Proximity, Ambient Light, Accelerometer, Gyro and Digital compass                                                                       | Proximity, Ambient Light, Accelerometer, Gyro and Digital compass                                                                       | Proximity, Ambient Light, Accelerometer, Gyro and Digital compass | Proximity, Ambient Light, Accelerometer, Gyro and Digital compass | Proximity, Ambient Light, Accelerometer, Gyro, Digital compass, Fingerprint scanner | Proximity, Ambient Light, Accelerometer, Gyro and Digital compass | Proximity, Ambient Light, Accelerometer, Gyro and Digital compass                                                                       |                       |                       |                       |                       |                       |                       |                       |                       |
| Kết nối                         | Wi-Fi: 802.11b/g/n, Wi-Fi hotspot Bluetooth 4.0 Smart Ready Standard 5-pin micro USB 2.0 | Wi-Fi: 802.11a/b/g/n, Wi-Fi hotspot DLNA NFC Bluetooth 4.0 Smart Ready Standard 5-pin micro USB 2.0 (Via MHL) HDMI support | Wi-Fi: 802.11b/g/n, Wi-Fi hotspot DLNA Bluetooth 4.0 Smart Ready Standard 5-pin micro USB 2.0 (Via MHL) HDMI support | Wi-Fi: 802.11b/g/n, Wi-Fi hotspot DLNA Bluetooth 4.0 Smart Ready Standard 5-pin micro USB 2.0 (Via MHL) HDMI support | Wi-Fi: 802.11a/b/g/n, Wi-Fi hotspot DLNA Wi-Fi Direct NFC Bluetooth 4.0 Smart Ready Standard 5-pin micro USB 2.0 (Via MHL) HDMI support | Wi-Fi: 802.11a/b/g/n, Wi-Fi hotspot DLNA Wi-Fi Direct NFC Bluetooth 4.0 Smart Ready Standard 5-pin micro USB 2.0 (Via MHL) HDMI support | Wi-Fi: 802.11a/b/g/n, Wi-Fi hotspot DLNA Wi-Fi Direct NFC Bluetooth 4.0 Smart Ready Standard 5-pin micro USB 2.0 (Via MHL) HDMI support | Wi-Fi: 802.11a/b/g/n, Wi-Fi hotspot DLNA Wi-Fi Direct NFC Bluetooth 4.0 Smart Ready Standard 5-pin micro USB 2.0 (Via MHL) HDMI support | Wi-Fi: 802.11a/b/g/n/ac, Wi-Fi hotspot DLNA Wi-Fi Direct NFC Infrared Bluetooth 4.0 Smart Ready Standard 5-pin micro USB 2.0 (Via MHL) HDMI support | Wi-Fi: 802.11a/b/g/n, Wi-Fi hotspot DLNA Bluetooth 4.0 Standard 5-pin micro USB 2.0 (Via MHL) | Wi-Fi: 802.11a/b/g/n/ac, Wi-Fi hotspot DLNA Wi-Fi Direct NFC Infrared Bluetooth 4.0 Smart Ready Standard 5-pin micro USB 2.0 (Via MHL) HDMI support | Wi-Fi: 802.11a/b/g/n/ac, Wi-Fi hotspot DLNA Wi-Fi Direct NFC Infrared Bluetooth 4.0 Smart Ready Standard 5-pin micro USB 2.0 (Via MHL) HDMI support | Wi-Fi: 802.11a/b/g/n, Wi-Fi hotspot DLNA Wi-Fi Direct NFC Bluetooth 4.0 Smart Ready Standard 5-pin micro USB 2.0 (Via MHL) HDMI support |                       |                       |                       |                       |                       |                       |                       |                       |
| Máy ảnh                         | 5 MP 720p HD video recording No front camera                                             | 5 MP 1080p HD video recording 1.6 MP (with 720p video recording)                                                           | 8 MP 1080p HD video recording VGA front camera                                                                       | 8 MP 1080p HD video recording VGA front camera                                                                       | 8 MP 1080p HD video recording 1.3 MP (with 720p video recording)                                                                        | 8 MP 1080p HD video recording 1.3 MP (with 720p video recording)                                                                        | 8 MP 1080p HD video recording 1.3 MP (with 720p video recording)                                                                        | 8MP, 3264 x 2448 pixels, autofocus, LED flash 1080p video recording 1.6 MP, 720p HD Video recording                                     | 4MP, 2.0 μm camera with auto focus, smart LED flash, BSI sensor, F2.0 aperture, 28mm lens, dedicated imaging chip 2, continuous shooting, optical image stabilization 1080p HD video recording, video stabilization, slow motion video capture (768 x 432 pixels), HDR video recording. | 4MP, 2.0 μm camera with auto focus, smart LED flash, BSI sensor, F2.0 aperture, 28mm lens, dedicated imaging chip 2, continuous shooting 1080p HD video recording, video stabilization, slow motion video capture (768 x 432 pixels), HDR video recording | 4MP, 2.0 μm camera with auto focus, smart LED flash, BSI sensor, F2.0 aperture, 28mm lens, dedicated imaging chip 2, continuous shooting, digital image stabilization. 1080x1920 (1080p HD) (30 fps), 1280x720 (720p HD) (60 fps) video recording, video stabilization, slow motion video capture, HDR video recording, | 4MP, 2.0 μm camera with auto focus, smart LED flash, BSI sensor, F2.0 aperture, 28mm lens, dedicated imaging chip 2, continuous shooting, digital image stabilization. 1080x1920 (1080p HD) (30 fps), 1280x720 (720p HD) (60 fps) video recording, video stabilization, slow motion video capture, HDR video recording. Second 2MP depth of field sensor, smart stabilization, | 13MP, 4128 x 3096 pixels, autofocus, LED flash 1080p video recording 5 MP, 1080p video recording                                        |                       |                       |                       |                       |                       |                       |                       |                       |
| Pin                             | 1500 mAh                                                                                 | 1800 mAh | 1650 mAh | 1650 mAh | 1800 mAh | 1800 mAh | 1800 mAh | 2100 mAh | 2300 mAh | 1800 mAh | 3300 mAh | 2600 mAh | 2110 mAh |                       |                       |                       |                       |                       |                       |                       |                       |